# Federació Obrera d'Unitat Sindical
La Federació Obrera d'Unitat Sindical altrament dit FOUS va ser un sindicat creat pel Partit Obrer d'Unificació Marxista (POUM) el 2 de maig de 1936.
En realitat era l'intent, per part del POUM, de crear una única central sindical a Catalunya. Tot i això no es va aconseguir, perquè ni la CNT ni la UGT van voler formar part d'aquest intent. A la constitució del sindicat van participar-hi uns 200 delegats i Andreu Nin va ser elegit el seu secretari general.
El sindicat va representar prop de 60.000 treballadors agrupats en 145 sindicats. El 23 de setembre de 1936 el seu secretari general el dissol al·legant un gir tàctic i demana als seus formants que s'afilin a la UGT amb la intenció de transformar-la en un instrument de lluita. Una part dels sindicat de la FOUS ho van fer, altres es van passar a la CNT i altres van romandre com a sindicats autònoms.